# بير إغرز
بير إغرز (بالسويدية: Per Eggers)‏ هو ممثل سويدي، ولد في 3 فبراير 1951 في Undersåker ‏ في السويد.

## وصلات خارجية
- بير إغرز على موقع IMDb (الإنجليزية)
- بير إغرز على موقع ميوزك برينز (الإنجليزية)
- بير إغرز على موقع قاعدة بيانات الأفلام السويدية (السويدية)
- بير إغرز على موقع ديسكوغز (الإنجليزية)
- بير إغرز على موقع قاعدة بيانات الفيلم (الإنجليزية)